# 옹박: 리턴즈 오브 레전드
옹박: 리턴즈 오브 레전드는 태국의 영화다. 대한민국에서 사용된 《옹박 - 리턴즈 오브 레전드》이라는 제목과 달리, 감독과 주연이 같을 뿐 《옹박: 마지막 미션》의 실제 속편이 아니다.